# 弹芯

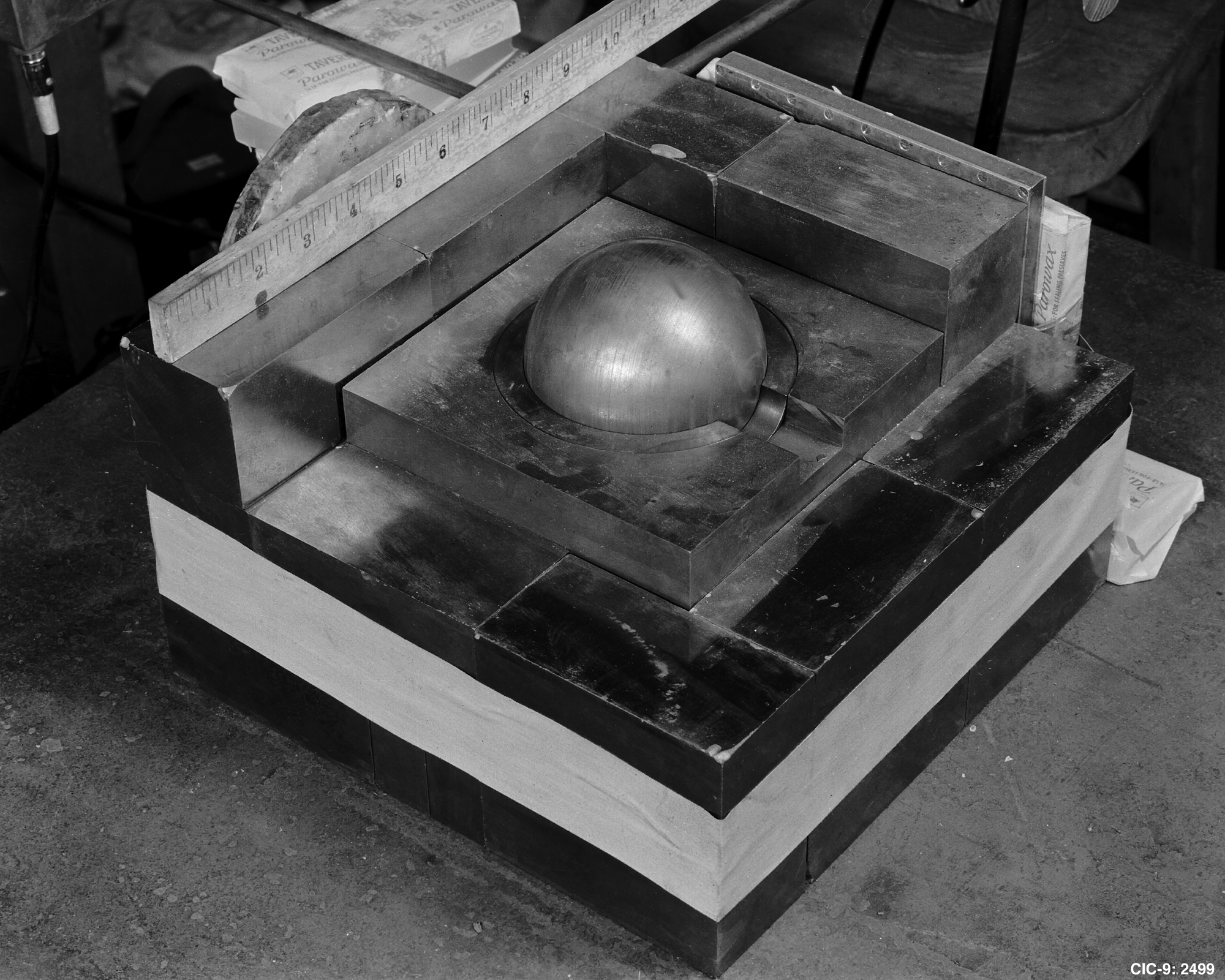
1945年致命的临界事故的装置再现：一个被可反射中子的碳化鎢砖围绕的钚球。

弹芯是内爆式核武器的核心，由可裂变物质和与它相结合的中子反射体或者填塞物构成。
20世纪50年代的核武器弹芯多用纯鈾-235，或者与钚复合，但是纯钚弹芯的直径最小，并且20世纪60年代初以来被视为标准。